# Ананьино (Волоколамский район)
Ананьино — деревня в Волоколамском районе Московской области России. Относится к Ярополецкому сельскому поселению, до реформы 2006 года относилась к Волоколамскому сельскому округу.

## Население
| 1852 | 1859 | 1926 | 2002 | 2006 | 2010 | 2013 |
| ---- | ---- | ---- | ---- | ---- | ---- | ---- |
| 134  | ↗135 | ↗189 | ↘5   | ↘4   | ↗11  | ↘9   |
| 2014 | 2015 | 2016 |      |      |      |      |
| →9   | →9   | →9   |      |      |      |      |

## Расположение
Деревня Ананьино расположена на правом берегу реки Селесни (бассейн Иваньковского водохранилища), примерно в 6 км к западу от центра города Волоколамска. В километре к северу от деревни проходит федеральная автодорога «Балтия» М9. В деревне три улицы — Рябиновая, Цветочная и Центральная. Ближайшие населённые пункты — деревни Посаденки и Беркино.

## Исторические сведения
В «Списке населённых мест» 1862 года Ананьино — владельческая деревня 1-го стана Волоколамского уезда Московской губернии по правую сторону Рузского тракта (от города Волоколамска в Рузу), в 6 верстах от уездного города, при колодце, с 22 дворами и 135 жителями (74 мужчины, 61 женщина).
По данным на 1890 год входила в состав Тимошевской волости Волоколамского уезда, число душ мужского пола составляло 74 человека.
В 1913 году — 34 двора.
По материалам Всесоюзной переписи населения 1926 года — деревня Лудино-Горского сельсовета, проживало 189 жителей (77 мужчин, 112 женщин), насчитывалось 42 крестьянских хозяйства.
С 1929 года — населённый пункт в составе Волоколамского района Московской области.